# Højfrekvens (3 MHz - 30 MHz)
 Ikke at forveksle med Højfrekvens (radiofrekvens).
 Ikke at forveksle med Kortbølgebåndet.
Højfrekvens eller kortbølger (forkortet HF) står på engelsk for High Frequency og er et frekvensbånd af radiobølger i området (fra men ikke med) 3 - 30 MHz, der har følgende korresponderende bølgelængdeinterval i vakuum (fra men ikke med) 100 m - 10 m. Derfor kaldes kortbølger også dekameterbølger eller decameterbølger.
Svaret på hvorfor disse radiobølger både kaldes ved deres bølgelængde i meter og frekvens i Hertz skyldes, at radiobølger i radiofoniens barndom før 1920'erne, kalder radiobølger ved deres bølgelængde i meter. Mellem ca. 1923 til 1960 anbefales det at angive radiobølgers frekvens i cycles-per-second (cps). Fra 1960 angives frekvens i Hertz.
Kortbølger omfatter meget af kortbølgebåndet.